# Engenharia de petróleo

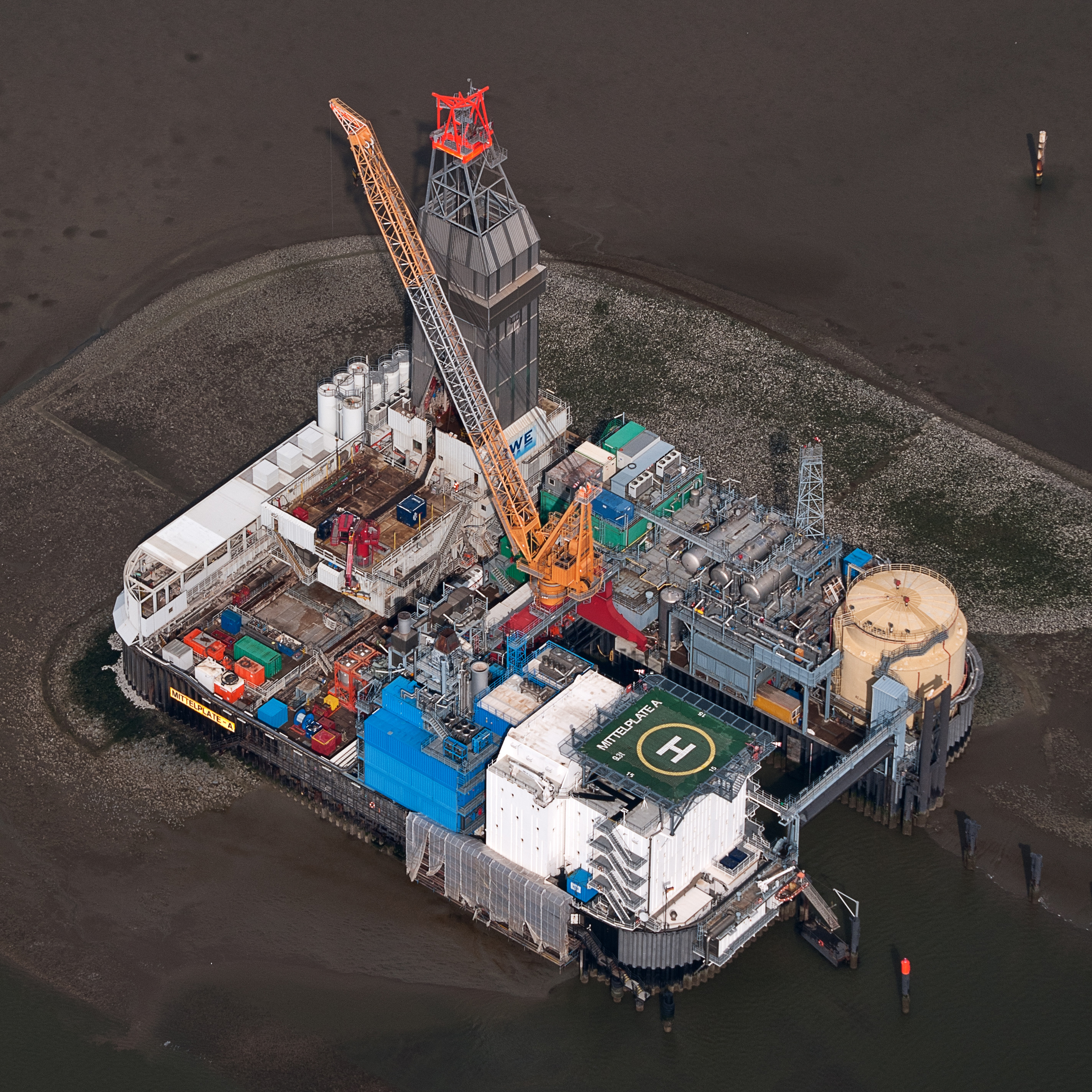
O Engenheiro de Petróleo usa técnicas para a descoberta de poços e jazidas e para a exploração, produção e comercialização de petróleo e gás natural.

Engenharia de Petróleo é o ramo da engenharia que trata de todos os aspectos relacionados à produção, transporte, processamento e distribuição de hidrocarbonetos, que podem ser óleo ou gás natural. As atividades são divididas geralmente em duas grandes áreas: upstream, refere-se às atividades de exploração e produção e downstream, que refere-se às atividades de refino e distribuição.

## O engenheiro
O Engenheiro de Petróleo detém conhecimentos diversos para atuar nas disciplinas que abrangem a engenharia de petróleo.
De uma forma geral, o Engenheiro de Petróleo supervisiona e otimiza operações de perfuração e produção em campos de petróleo, que são encontrados em diversas regiões do mundo desde Campos Terrestres até em águas profundas.
O Engenheiro de Petróleo estuda e analisa dados de geologia, geofísica e engenharia para prever a máxima recuperação dos hidrocarbonetos presentes nos reservatórios de hidrocarbonetos, bem como as respectivas taxas de produção em campos de extração de petróleo. Também cuida dos equipamentos relacionados à exploração de petróleo.
Dentre as carreiras da engenharia de petróleo temos a engenharia de perfuração e completação de poços de petróleo, engenharia de produção e otimização da produção do petróleo, engenharia de gerenciamento de reservatórios, engenharia de análise de poços e engenharia de sistemas de perfuração e produção de petróleo no mar, desenvolvimento sustentável de campos de petróleo, além de toda gestão dessas áreas nas coordenações de projetos.

### Campos de trabalhos
O engenheiro de petróleo tem como campo de atividade: petroleiros, refinarias, plataformas marítimas e petroquímicas. Com competências nas áreas de engenharia, geofísica, mineração e geologia, ele trabalha na descoberta de reservatórios de petróleo e procura maneiras eficientes de realizar perfurações nos reservatórios de petróleo.
Compete a esse profissional desenvolver projetos eficientes que visem à exploração e à produção do reservatório sem riscos e prejuízo ao meio ambiente. Cuida também do transporte do petróleo e seus derivados, desde o local da exploração até a chegada na refinaria.

## Áreas de atuação
A Engenharia de petróleo normalmente é dividida em seis áreas básicas:
- Engenharia de reservatórios.
- Engenharia de equipamentos e perfuração.
- Engenharia de completação.
- Processo de produção.
- Economia do petróleo.
- Tecnologia offshore.
- Transporte do petróleo.
- processamento de petróleo em refinarias.
- distribuição dos combustíveis e demais derivados.

### Brasil
No Brasil, a profissão do engenheiro de petróleo é reconhecida pelo Conselho Federal de Engenharia, Arquitetura e Agronomia (CONFEA) na sua Resolução nº 218, de 29 de junho de 1973. Essa resolução, em seu art. 16, estabelece que o engenheiro de petróleo está habilitado a desempenhar todas as 18 atividades estabelecidas para o exercício profissional da engenharia, "referentes a dimensionamento, avaliação e exploração de jazidas petrolíferas, transportes e industrialização do petróleo; seus serviços afins e correlatos". O primeiro curso de Engenharia de Petróleo do Brasil foi criado em 1994 pela Universidade Estadual do Norte Fluminense (UENF) em seu Laboratório de Engenharia e Exploração de Petróleo (LENEP).
Até a criação do curso de Engenharia de Petróleo da UENF, havia somente cursos em nível de mestrado e doutorado. O curso de pós-graduação em Engenharia de Petróleo da Universidade Estadual de Campinas (UNICAMP) foi criado em 1987, com a criação do Departamento de Engenharia de Petróleo da Faculdade de Engenharia Mecânica (FEM/DEP), resultado do convênio de cooperação científica firmado entre a Petrobrás e a UNICAMP, devido a necessidade de formação de profissionais especializados nas áreas de exploração e produção de óleo e gás, atendendo à demanda nacional e internacional de recursos humanos na indústria do petróleo. Devido ao caráter multidisciplinar do programa o corpo docente permanente contava com uma sensível contribuição de professores participantes e visitantes. A participação externa foi gradativamente substituída, através da formação e contratação de doutores na área, atendendo-se à demanda de ensino e pesquisa do programa.
Também em 1987 foi criado o Centro de Estudos de Petróleo (CEPETRO) , e com apoio da PETROBRAS, foram criados no mesmo ano o Departamento de Engenharia de Petróleo e o Curso de Mestrado em Engenharia de Petróleo, ambos na Faculdade de Engenharia Mecânica da UNICAMP. Em 1990, criou-se o Programa de Mestrado em Geoengenharia de Reservatórios de Petróleo no Instituto de Geociências. Em 1993, implantou-se um programa de Doutorado em Engenharia de Petróleo. Atualmente, o CEPETRO apoia cursos e projetos na área de Ciências e Engenharia de Petróleo, contemplando as áreas de Exploração Petrolífera e Geoengenharia de Reservatórios Petrolíferos, atendendo às atividades de Geologia, Engenharia de Reservatórios, Perfuração e Completação de Poços, Produção Petrolífera e Gestão de Recursos Petrolíferos e Processamento Sísmico.
Atualmente os cursos oferecidos pela UNICAMP, com o apoio do CEPETRO, são o Mestrado e Doutorado em Ciências e Engenharia de Petróleo, os Cursos de Extensão de Engenharia do Gás Natural e Regulação no Setor de Petróleo, disciplinas de ênfase em Engenharia de Petróleo na Graduação da Faculdade de Engenharia Mecânica e Graduação em Geologia no Instituto de Geociências.
Em São Paulo, foi criado o primeiro curso de graduação na área de Engenharia de Petróleo pela Universidade de São Paulo (USP) em 2002. Esse curso é desenvolvido pela Escola Politécnica e está sob administração do Departamento de Engenharia de Minas e Petróleo (PMI).
Em 2004, a primeira turma de Graduação em Engenharia de Petróleo na Universidade Federal do Rio de Janeiro (UFRJ) foi criada. Contando com o apoio direto do Centro de Pesquisa da Petrobrás (CENPES) e com as muitas empresas instaladas no Parque Tecnológico da UFRJ, o curso de Engenharia de Petróleo da UFRJ é tido, hoje, como uma das melhores do Brasil, junto com o LENEP e a PUC. Na Universidade Federal da Bahia (UFBA) o curso de Engenharia de Petróleo foi criado em 2005 e é uma habilitação do curso de Engenharia de Minas, fundado em 1977.
No final do ano de 2005, foi criado o curso de Engenharia de Petróleo na Universidade Federal do Espírito Santo (UFES). A criação do curso visou a formação de profissionais especializados a esta área, levando em consideração o fato de que o estado ocupa o 2º lugar dentre os maiores produtores de petróleo e gás do país. A Engenharia de Petróleo da UFES tem foco nos segmentos de Exploração e Produção (E&P) da indústria do petróleo. Durante o curso aprende-se também geologia geral, análise de bacias sedimentares, geologia do petróleo, geofísica de exploração, processamento de petróleo e gás, engenharia de dutos e sistemas submarinos, por exemplo. O curso foi o mais bem avaliado entre as graduações em Engenharia de Petróleo do país, obtendo nota máxima no ENADE 2012 e o maior Conceito Preliminar de Curso (CPC).
No ano de 2008, a Universidade Luterana do Brasil (ULBRA) instituiu o curso de Engenharia de Petróleo no município de Canoas, no Rio Grande do Sul, sendo pioneiro na Região Sul do Brasil, visando promover a formação de Recursos Humanos qualificados com conhecimentos e habilidades para atuar nas etapas da cadeia produtiva de petróleo e gás natural, atuando em ampla frente de tarefas e situações (produção, transporte, processamento, distribuição e utilização dos produtos), levando em conta aspectos econômicos, sociais e ambientais e contribuindo para o Desenvolvimento Tecnológico do País.
O primeiro curso de Engenharia de Petróleo ofertado na Baixada Santista, no estado de São Paulo, foi ministrado pela Universidade Santa Cecília - (Unisanta), em Santos. O primeiro vestibular ocorreu em junho de 2008.
Em 2009, foi criado o curso de Engenharia de Petróleo na Universidade Federal de Pelotas (UFPel), no estado do Rio Grande do Sul.
Em dezembro de 2010, a Universidade do Estado de Santa Catarina (UDESC), por meio do Centro de Educação Superior da Foz do Itajaí, sediado em Balneário Camboriú, acatando decisão estratégica do Conselho Universitário (CONSUNI), implantou o curso de graduação em Engenharia de Petróleo. É o segundo curso da área no Sul do Brasil, cujo início das aulas da primeira turma se deu em agosto de 2011.
No ano de 2011, a  Universidade Federal Rural do Semi-Árido (UFERSA), por meio da resolução do Conselho de Ensino, Pesquisa e Extensão da UFERSA (CONSEPE/UFERSA) criou o curso de engenharia de petróleo para atender as necessidades do mercado de petróleo da região do semiárido e da Bacia Potiguar localizada no estado do Rio Grande do Norte. A região é conhecida por ser produtora de petróleo em terra e no mar ao longo de várias décadas, e observou-se, portanto, a necessidade da criação do curso de engenharia de petróleo para suprir as necessidades do mercado local, bem como das regiões circunvizinhas. Com o advento do curso, a instituição possui como meta a formação de um profissional altamente qualificado para o atendimento das demandas relacionadas ao seguimento de exploração, produção, gerenciamento e transporte de óleo e gás.

### Portugal
Em Portugal, existem atualmente quatro cursos superiores específicos na área de engenharia de petróleo: a licenciatura em engenharia de petróleos - ramo refinação do Instituto Piaget de Vila Nova de Santo André, o mestrado e o doutoramento em engenharia de petróleos do Instituto Superior Técnico e a licenciatura em Tecnologias de Petróleo da Escola Superior de Tecnologia do Barreiro do Instituto Politécnico de Setúbal.
A licenciatura em engenharia de petróleos do Instituto Piaget e de Tecnologias do Petróleo do Politécnico de Setúbal, sendo respectivamente, os primeiros cursos do ensino superior privado e público do género em Portugal, é fundamental para a consolidação da engenharia portuguesa nesta área, beneficiando de uma proximidade com as plataformas tecnológicas da Galp e da Repsol em Sines, que torna possível uma interação estratégica entre ensino e indústria. Os cursos visam dotar os diplomados de competências científicas e técnicas para o exercício profissional na indústria de petróleo e petroquímica e indústrias afins, áreas que possibilitam uma elevada empregabilidade e mobilidade e a nível mundial.